# Liste der Kulturdenkmale in Krauschütz (Großenhain)
In der Liste der Kulturdenkmale in Krauschütz sind die Kulturdenkmale des Großenhainer Ortsteils Krauschütz verzeichnet, die bis Dezember 2020 vom Landesamt für Denkmalpflege Sachsen erfasst wurden (ohne archäologische Kulturdenkmale). Die Anmerkungen sind zu beachten.
Diese Aufzählung ist eine Teilmenge der Liste der Kulturdenkmale in Großenhain.

## Krauschütz
| Bild                                    | Bezeichnung                                  | Lage                        | Datierung                 | Beschreibung | ID       |
| --------------------------------------- | -------------------------------------------- | --------------------------- | ------------------------- | --- | -------- |
| Direkt Bild zu diesem Denkmal hochladen | Wohnhaus eines Bauernhofes                   | Straucher Straße 2 (Karte)  | Um 1897                   | Aufwendig gestaltete, gründerzeitliche Putzfassade, weitgehend original erhaltenes Gebäude aus der Zeit um die Jahrhundertwende, baugeschichtlich von Bedeutung. Zweigeschossiger Putzbau mit flachem dreiachsigem Mittelrisalit, 4:7 Achsen, aufwendige Putzgliederung, Ecknutung, profilierte Steingewände, originale Fenster, profiliertes Gurt- und Kranzgesims, im Giebel Drillingsfenstermotiv.                              | 08958673 |
| Direkt Bild zu diesem Denkmal hochladen | Wohnhaus eines Bauernhofes                   | Straucher Straße 5 (Karte)  | Bezeichnet mit 1897       | Weitgehend original erhaltenes, aufwendig gestaltetes Gebäude der Gründerzeit aus der Zeit um die Jahrhundertwende, baugeschichtlich von Bedeutung. Zweigeschossiger Putzbau mit reicher Putzgliederung, 4:6 Achsen, Ecknutung, profilierte Steingewände, zum Teil originale Fenster, profiliertes Gurt- und Kranzgesims, profilierter Eingangsbereich, dort bezeichnet im Türwerkstein mit „O. Mendel / Erbaut 1897“, Satteldach. | 08958672 |
| Direkt Bild zu diesem Denkmal hochladen | Wohnstallhaus eines ehemaligen Dreiseithofes | Straucher Straße 17 (Karte) | 1. Hälfte 19. Jahrhundert | Relikt der Fachwerkbauweise im Ort, baugeschichtlich von Bedeutung. Erdgeschoss Bruchstein massiv, Obergeschoss zweiriegeliges Fachwerk, Segmentbogentürgewände aus Sandstein, Giebel massiv, Satteldach, zur Straßenseite Frackdach. | 08958671 |

## Tabellenlegende
- Bild: Bild des Kulturdenkmals, ggf. zusätzlich mit einem Link zu weiteren Fotos des Kulturdenkmals im Medienarchiv Wikimedia Commons. Wenn man auf das Kamerasymbol klickt, können Fotos zu Kulturdenkmalen aus dieser Liste hochgeladen werden:
- Bezeichnung: Denkmalgeschützte Objekte und ggf. Bauwerksname des Kulturdenkmals
- Lage: Straßenname und Hausnummer oder Flurstücknummer des Kulturdenkmals. Die Grundsortierung der Liste erfolgt nach dieser Adresse. Der Link (Karte) führt zu verschiedenen Kartendiensten mit der Position des Kulturdenkmals. Fehlt dieser Link, wurden die Koordinaten noch nicht eingetragen. Sind diese bekannt, können sie über ein Tool mit einer Kartenansicht einfach nachgetragen werden. In dieser Kartenansicht sind Kulturdenkmale ohne Koordinaten mit einem roten bzw. orangen Marker dargestellt und können durch Verschieben auf die richtige Position in der Karte mit Koordinaten versehen werden. Kulturdenkmale ohne Bild sind an einem blauen bzw. roten Marker erkennbar.
- Datierung: Baubeginn, Fertigstellung, Datum der Erstnennung oder grobe zeitliche Einordnung entsprechend des Eintrags in der sächsischen Denkmaldatenbank
- Beschreibung: Kurzcharakteristik des Kulturdenkmals entsprechend des Eintrags in der sächsischen Denkmaldatenbank, ggf. ergänzt durch die dort nur selten veröffentlichten Erfassungstexte oder zusätzliche Informationen
- ID: Vom Landesamt für Denkmalpflege Sachsen vergebene, das Kulturdenkmal eindeutig identifizierende Objekt-Nummer. Der Link führt zum PDF-Denkmaldokument des Landesamtes für Denkmalpflege Sachsen. Bei ehemaligen Kulturdenkmalen können die Objektnummern unbekannt sein und deshalb fehlen bzw. die Links von aus der Datenbank entfernten Objektnummern ins Leere führen. Ein ggf. vorhandenes Icon  führt zu den Angaben des Kulturdenkmals bei Wikidata.